# Супергероините на DC: Герой на годината
„Супергероините на DC: Герой на годината“ (на английски: DC Super Hero Girls: Hero of the Year) е американска супергеройска анимация от 2016 г., базиран на поредицата DC Super Hero Girls, продуциран е от Уорнър Брос Анимейшън. Премиерата на филма се състои в Комик Кон, Сан Диего на 24 юли 2016 г., и е издаден в Digital HD на 9 август и на DVD на 23 август. Това е първият филм от поредицата DC Super Hero Girls.

## Озвучаващ състав
- Ивет Никол Браун – Директор Уолър
- Дийн Кейн – Джонатан Кент
- Грег Сайпс – Зверчето
- Джесика Дичико – Звезден сапфир
- Джон Димаджо – Горила Грод
- Тийла Дън – Пчеличка
- Ашли Екстайн – Чийта
- Анайс Феъруедър – Супергърл
- Ника Футърман – Хоукгърл
- Грей Грифин – Жената чудо/Гиганта
- Джулиан Гросман – Кралица Хиполайта
- Таня Гунади – Лейди Шива
- Джош Кийтън – Хал Джордан/Светкавицата/Стийв Тревър
- Том Кени – Лудия Килт/Комисар Гордън/Паразит
- Мисти Лий – Биг Барда
- Мона Маршъл – Еклипсо
- Даника Маккелър – Фрост
- Кари Пейтън – Киборг
- Кристина Пучели – Г-жа Марсианка/Аметист
- Шон Шемел – Дарк Опал
- Стефани Шех – Катана
- Хелън Слейтър – Марта Кент
- Ейприл Стюарт – Алура
- Тара Стронг – Харли Куин/Отровната Айви
- Ана Вочино – Оракула
- Хиндън Уолч – Старфайър
- Би Джей Уорд – Главната алхимичка
- Мей Уитман – Батгърл
- Алексис Зол – Лоис Лейн

## В България
В България филмът е излъчен по „БТВ Комеди“ и „БТВ Екшън“ през 2023 г. с нахсинхронен дублаж на български език, записан в студио „Про Филмс“. Преведен е като „Ди Си Хироу Супер Гърлс: Герой на годината“.

### Озвучаващи артисти
| Роля               | Изпълнител         |
| ------------------ | ------------------ |
| Супергърл          | –                  |
| Харли Куин         | Яна Огнянова       |
| Жената-чудо        | Петя Абаджиева     |
| Батгърл            | Стефания Георгиева |
| Пчеличка           | Никол Султанова    |
| Биг Барда          | Михаела Тюлева     |
| Директор Уолър     | Симона Нанова      |
| Комисар Гордън     | Николай Пърлев     |
| Хоукгърл           | Татяна Захова      |
| Кралица Хиполайта  | Татяна Захова      |
| Киборг             | Ненчо Балабанов    |
| Старфайър          | Ася Братанова      |
| Зверчето           | Ана-Мария Лалова   |
| Отровната Айви     | Надежда Панайотова |
| Лудия Килт         | Георги Стоянов     |
| Дарк Опал          | Георги Стоянов     |
| Катана             | Татяна Етимова     |
| Лейди Шива         | Татяна Етимова     |
| Алура              | Татяна Етимова     |
| Светкавицата       | Момчил Степанов    |
| Еклипсо            | Таня Димитрова     |
| Главната алхимичка | Даниела Горанова   |
| Марта Кент         | Даниела Горанова   |
| Стийв Тревър       | Сотир Мелев        |
| Лоис Лейн          | Елена Траянова     |
| Джонатан Кент      | Росен Русев        |
| Горила Грод        | Петър Калчев       |